# Арушкі
Арушкі (перс. اروشكي) — село в Ірані, у дегестані Дейламан, у бахші Дейламан, шагрестані Сіяхкаль остану Ґілян. За даними перепису 2006 року, його населення становило 233 особи, що проживали у складі 73 сімей.

## Клімат
Середня річна температура становить 10,50 °C, середня максимальна – 25,90 °C, а середня мінімальна – -7,06 °C. Середня річна кількість опадів – 393 мм.
| Клімат поселення                              | Клімат поселення | Клімат поселення | Клімат поселення | Клімат поселення | Клімат поселення | Клімат поселення | Клімат поселення | Клімат поселення | Клімат поселення | Клімат поселення | Клімат поселення | Клімат поселення | Клімат поселення |
| Показник                                      | Січ.             | Лют.             | Бер.             | Квіт.            | Трав.            | Черв.            | Лип.             | Серп.            | Вер.             | Жовт.            | Лист.            | Груд.            |                  |
| Середній максимум, °C                         | 5,36             | 6,40             | 9,45             | 15,60            | 20,08            | 24,50            | 25,69            | 25,90            | 23,09            | 18,75            | 12,04            | 6,96             |                  |
| Середня температура, °C                       | −0,85            | 0,20             | 3,24             | 9,39             | 13,89            | 18,30            | 20,60            | 20,80            | 18,00            | 13,66            | 6,96             | 1,88             |                  |
| Середній мінімум, °C                          | −7,06            | −6,01            | −2,96            | 3,20             | 7,67             | 12,09            | 15,50            | 15,72            | 12,90            | 8,57             | 1,86             | −3,23            |                  |
| Норма опадів, мм                              | 36               | 37               | 60               | 48               | 35               | 12               | 12               | 11               | 16               | 35               | 43               | 48               |                  |
| Середньомісячна швидкість вітру, м/с          | 2.00             | 2.59             | 2.93             | 3.19             | 2.58             | 2.28             | 2.17             | 2.02             | 1.89             | 1.93             | 2.09             | 2.08             |                  |
| Середньомісячна сонячна радіація, кДж/м²·день | 7728             | 10199            | 12636            | 16771            | 20696            | 23462            | 23452            | 20538            | 17317            | 12501            | 9351             | 7382             |                  |
| --------------------------------------------- | ---------------- | ---------------- | ---------------- | ---------------- | ---------------- | ---------------- | ---------------- | ---------------- | ---------------- | ---------------- | ---------------- | ---------------- | ---------------- |
| Джерело:                                      |                  |                  |                  |                  |                  |                  |                  |                  |                  |                  |                  |                  |                  |